# Lourenço Pires de Távora
Lourenço Pires de Távora fue un noble diplomático portugués nacido en Almada, en 1510 y fallecido en  Caparica el 15 de noviembre de 1573. Casado con Catarina de Tavora en torno a 1530, fue padre de nueve hijos.

## Biografía
Con 16 años de edad combatió en Arzila. Fue capitán de una flota que, con el auxilio del virrey de la India portuguesa João de Castro, defendió Diu (1546). En 1555, acompañó al infante Luis en la expedición de Túnez. Poco después ingresó en la carrera diplomática, siendo enviado a Marruecos, Madrid, Londres y Roma (entre 1559 y 1562).
Contribuyó para que la regencia del reino de Portugal fuese entregada a Enrique I de Portugal a quien dio un auténtico programa de gobierno. Después fue enviado a Tánger, como capitán de esa plaza entre 1564 y 1566.
En 1569 se retiró al Convento dos Capuchos (Caparica) que había mandado erigir en 1558, en su terreno de Caparica.